# Rose Marie Compaoré
Pour les articles homonymes, voir Compaoré.
Rose Marie Compaoré/Konditamdé, née le 13 novembre 1958 à Zoundwéogo et est décédée le 18 mars 2020 au CHU de Tengandogo, Ouagadougou, est une femme politique burkinabé.

## Biographie
Elle est cofondateur et membre du Bureau exécutif de l'Union pour le Progrès et le Changement (UPC), deuxième force politique du pays, dans l'opposition. Elle est députée et 2e vice présidente de l'Assemblée nationale depuis le 30 décembre 2015,.
Elle meurt à l'âge de 61 ans. Il est annoncé que cette mort fait suite à la maladie à coronavirus 2019 le 18 mars 2020, devenant le premier décès du coronavirus en Afrique,,. Mais une enquête est ouverte sur les causes de la mort, à la suite d'une controverse. Son époux, Amado Comparoé déclare ainsi sur une télévision : « comment une patiente, qui est rentrée consciente à l’hôpital le 16 mars, est déclarée morte du coronavirus le lendemain, 17 mars, alors que le test lui-même prend au minimum trois jours ? ».